# Wilmer Allison
Wilmer Lawson Allison Jr. (ur. 8 grudnia 1904 w San Antonio, zm. 20 kwietnia 1977 w Austin) – amerykański tenisista.
W okresie II wojny światowej Allison służył w armii w stopniu pułkownika.

## Kariera tenisowa
W 1927 roku został mistrzem akademickim USA w barwach uczelni stanowej Teksasu.
W grze pojedynczej wygrał w 1935 roku mistrzostwa USA (obecnie US Open), po pokonaniu w finale Sidneya Wooda. Rok wcześniej był uczestnikiem finału mistrzostw USA, kiedy to poniósł porażkę z Fredem Perrym. W 1930 roku awansował ponadto do finału Wimbledonu, gdzie przegrał z Williamem Tildenem.
Sukcesy odnosił Allison również w grze podwójnej. Dwukrotnie zwyciężył w Wimbledonie Johnem Van Rynem w 1929 i 1930 roku, a także dwa razy para Allison–Van Ryn zdobyła mistrzowski tytuł podczas mistrzostw USA, w 1931 i 1935 roku. Allison ponadto, z Van Rynem, w 1930, 1932, 1934 i 1936 dochodził do finału debla mistrzostw USA oraz w 1935 roku do finału Wimbledonu.
W grze mieszanej Allison wywalczył w 1930 roku mistrzostwo USA w parze z Edith Cross. Rok później dotarł do finału zawodów, wspólnie z Anną McCune Harper.
W latach 1928–1936 Allison klasyfikowany był w czołowej dziesiątce zawodników amerykańskich, w tym jako nr 1. w 1934 i 1935 roku.
Allison w parze z Van Rynem dla reprezentacji USA w Pucharze Davisa rozegrali 24 pojedynki. Lata 30. były w tenisie światowym okresem dominacji Francuzów, w pojedynkach deblowych jednak Alison z Van Rynem skutecznie z nimi rywalizowali – pokonali w 1929 roku parę Jean Borotra–Henri Cochet, a w 1932 roku Henri Cochet–Jacques Brugnon. Były to finały Pucharu Davisa, i w obu przypadkach ostateczny triumf, dzięki skuteczniejszej grze pojedynczej, przypadał Francuzom.
W Pucharze Davisa Allison występował również w grze pojedynczej. Łącznie (uwzględniając singel i debel) rozegrał 44 mecze, z których 32 wygrał.
W 1963 roku został uhonorowany miejscem w Międzynarodowej Tenisowej Galerii Sławy.

### Finały w turniejach wielkoszlemowych

#### Gra pojedyncza (1–2)
| Końcowy wynik | Nr | Data | Turniej                                | Nawierzchnia | Przeciwnik     | Wynik finału       |
| ------------- | -- | ---- | -------------------------------------- | ------------ | -------------- | ------------------ |
| Finalista     | 1. | 1930 | Wimbledon, Londyn                      | Trawiasta    | William Tilden | 3:6, 7:9, 4:6      |
| Finalista     | 2. | 1934 | U.S. National Championships, Nowy Jork | Trawiasta    | Fred Perry     | 4:6, 3:6, 6:1, 6:8 |
| Zwycięzca     | 1. | 1935 | U.S. National Championships, Nowy Jork | Trawiasta    | Sidney Wood    | 6:2, 6:2, 6:3      |

#### Gra podwójna (4–5)
| Końcowy wynik | Nr | Data | Turniej                                | Nawierzchnia | Partner      | Przeciwnicy                    | Wynik finału              |
| ------------- | -- | ---- | -------------------------------------- | ------------ | ------------ | ------------------------------ | ------------------------- |
| Zwycięzca     | 1. | 1929 | Wimbledon, Londyn                      | Trawiasta    | John Van Ryn | Ian Collins Colin Gregory      | 6:4, 5:7, 6:3, 10:12, 6:4 |
| Zwycięzca     | 2. | 1930 | Wimbledon, Londyn                      | Trawiasta    | John Van Ryn | John Doeg George Lott          | 6:3, 6:3, 6:2             |
| Finalista     | 1. | 1930 | U.S. National Championships, Nowy Jork | Trawiasta    | John Van Ryn | John Doeg George Lott          | 6:8, 3:6, 6:3, 15:13, 4:6 |
| Zwycięzca     | 3. | 1931 | U.S. National Championships, Nowy Jork | Trawiasta    | John Van Ryn | Berkeley Bell Gregory Mangin   | 6:4, 6:3, 6:2             |
| Finalista     | 2. | 1932 | U.S. National Championships, Nowy Jork | Trawiasta    | John Van Ryn | Keith Gledhill Ellsworth Vines | 4:6, 3:6, 2:6             |
| Finalista     | 3. | 1934 | U.S. National Championships, Nowy Jork | Trawiasta    | John Van Ryn | George Lott Lester Stoefen     | 4:6, 7:9, 6:3, 4:6        |
| Finalista     | 4. | 1935 | Wimbledon, Londyn                      | Trawiasta    | John Van Ryn | Jack Crawford Adrian Quist     | 3:6, 7:5, 2:6, 7:5, 5:7   |
| Zwycięzca     | 4. | 1935 | U.S. National Championships, Nowy Jork | Trawiasta    | John Van Ryn | Don Budge Gene Mako            | 6:2, 6:3, 2:6, 3:6, 6:1   |
| Finalista     | 5. | 1936 | U.S. National Championships, Nowy Jork | Trawiasta    | John Van Ryn | Don Budge Gene Mako            | 4:6, 2:6, 4:6             |

#### Gra mieszana (1–1)
| Końcowy wynik | Nr | Data | Turniej                                | Nawierzchnia | Partnerka          | Przeciwnicy                    | Wynik finału |
| ------------- | -- | ---- | -------------------------------------- | ------------ | ------------------ | ------------------------------ | ------------ |
| Zwycięzca     | 1. | 1930 | U.S. National Championships, Nowy Jork | Trawiasta    | Edith Cross        | Marjorie Morrill Frank Shields | 6:4, 6:4     |
| Finalista     | 1. | 1931 | U.S. National Championships, Nowy Jork | Trawiasta    | Anna McCune Harper | Betty Nuthall George Lott      | 3:6, 3:6     |